# Escobaria hesteri
Escobaria hesteri är en kaktusväxtart som först beskrevs av Y. Wright, och fick sitt nu gällande namn av Franz Buxbaum. Escobaria hesteri ingår i släktet Escobaria och familjen kaktusväxter. Inga underarter finns listade i Catalogue of Life.

## Bildgalleri

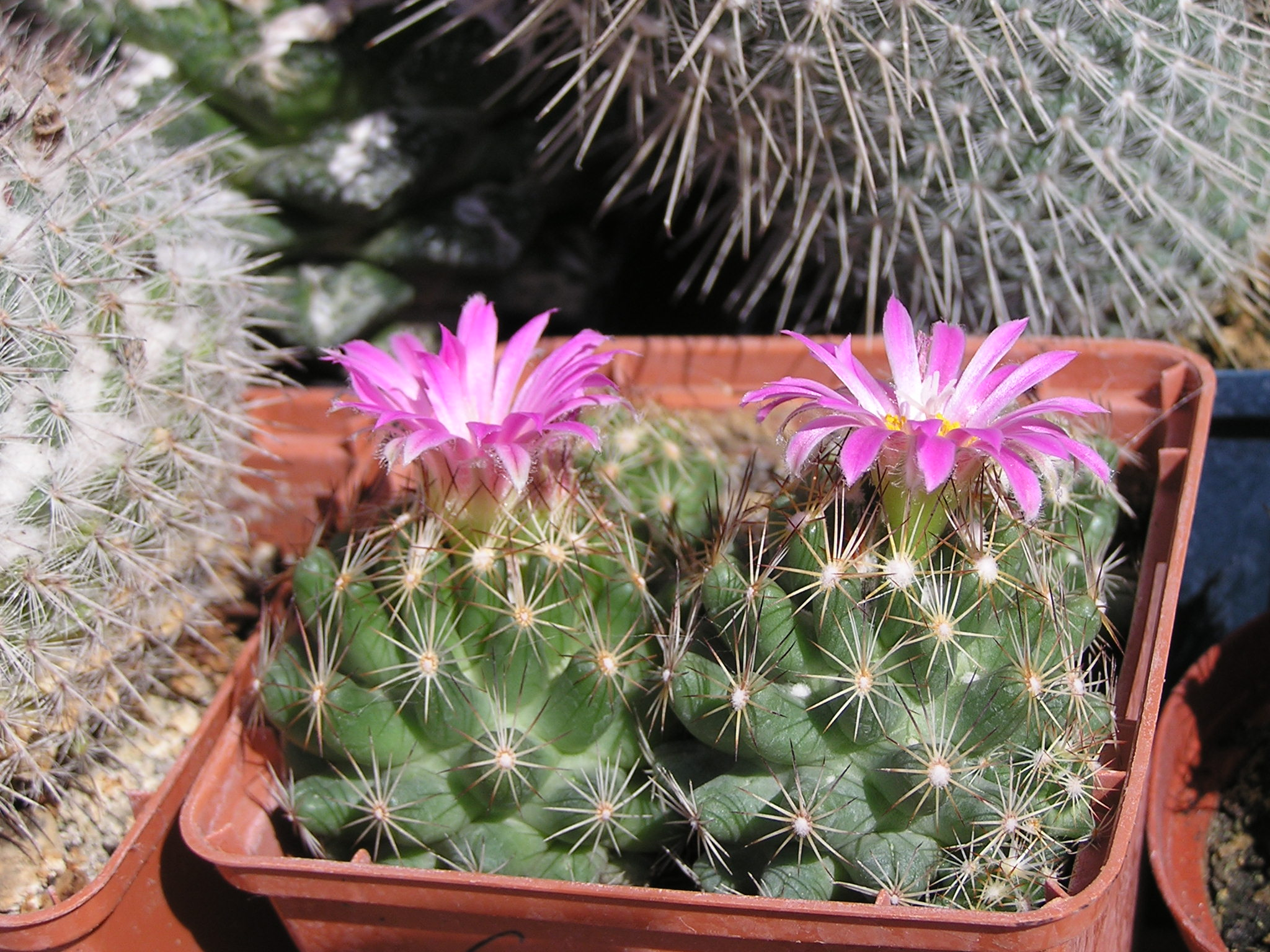
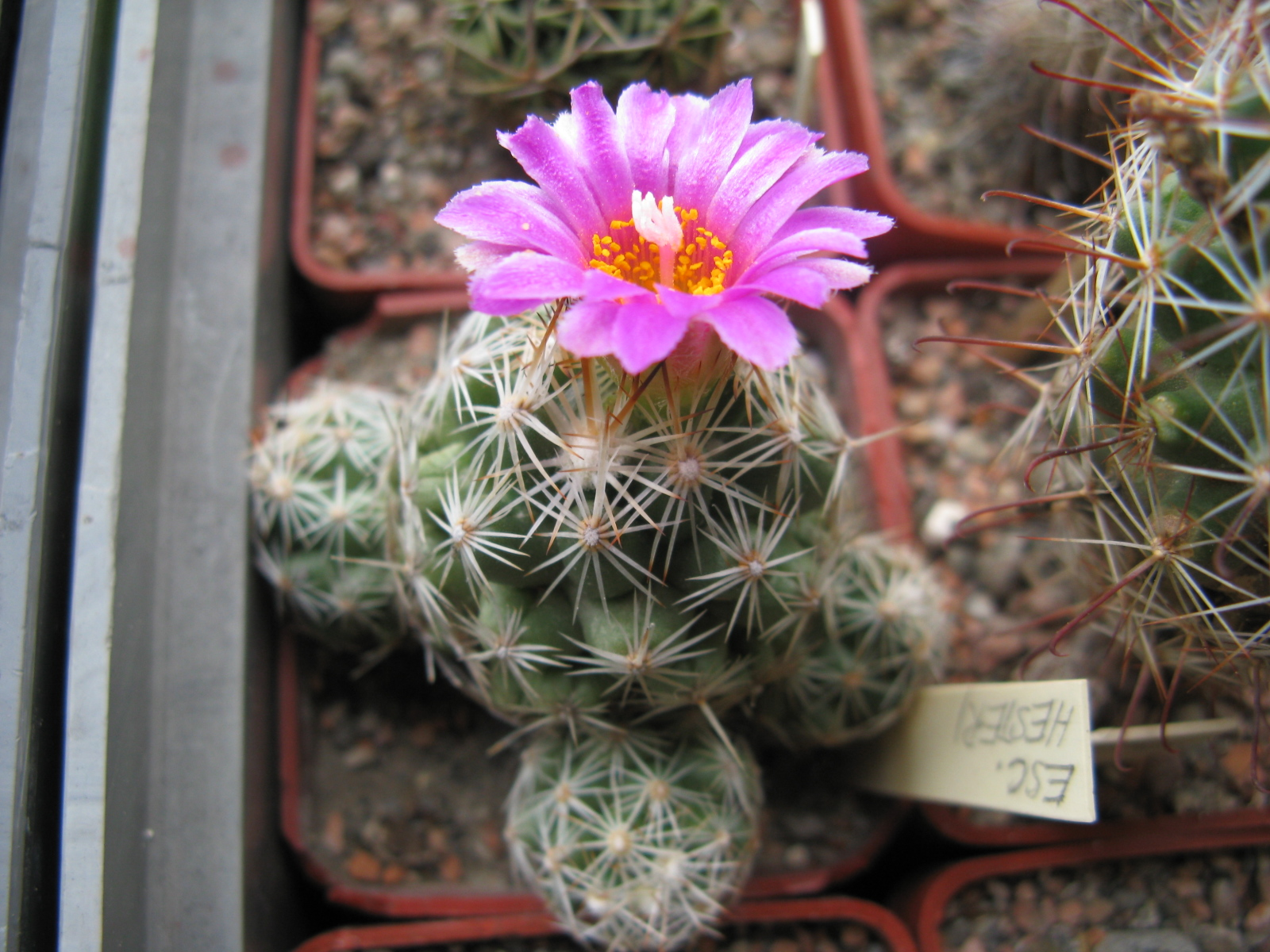